# Паркер, Роберт Аллан
Ро́берт А́ллан Ри́дли Па́ркер (англ. Robert Allan Ridley Parker; род. 1936) — астронавт США, бывший директор Дирекции менеджмента НАСА в Лаборатории реактивного движения в Пасадине. Родился 14 декабря 1936 года в Нью-Йорке, штат Нью-Йорк. Дважды летал в космос, оба раза на шаттле «Колумбия», первый в ноябре—декабре 1983 года (Колумбия STS-9), второй — в декабре 1990 года (Колумбия STS-35). Женат на урождённой Джуди Вудрафф из Сан-Марино, штат Калифорния. Имеет пятерых детей и девятерых внуков.

## Образование
Окончил начальную и среднюю школы в Шрюсберри, в штате Массачусетс. В 1958 году получил степень бакалавра астрономии и физики в колледже в Амхерсте. В 1962 году защитил диссертацию на соискание учёной степени доктора философии по астрономии в Калифорнийском технологическом институте.

## Работа до НАСА
До отбора в отряд астронавтов НАСА Роберт Паркер работал адъюнкт-профессором астрономии Висконсинского университета.

## Работа в НАСА
Отобран в качестве учёного-астронавта в отряд астронавтов НАСА в августе 1967 года.
Входил в резервный экипаж корабля «Аполлон-15» в 1971 году (в качестве пилота лунного модуля), в дублирующий экипаж «Аполлон-18» (в том же качестве), а затем в основной экипаж нереализованного полёта «Аполлон-20» (в том же качестве).
Во время трёх пилотируемых полётов на орбитальную станцию «Скайлэб» в 1973—1974 годах занимал пост учёного программы в аппарате директора программы «Скайлэб».
С марта 1988-го по март 1989 года работал в штаб-квартире НАСА в Вашингтоне в должности директора управления интеграции космических полётов и космической станции.
Ветеран двух космических полётов. 28 ноября—8 декабря 1983 года летал на шаттле «Колумбия STS-9» в качестве специалиста полёта.
Со 2-го по 10-е декабря 1990 год участвовал в миссии на шаттле «Колумбия STS-35», также в качестве специалиста полёта. Одной из главных задач этого полёта было выведение на орбиту астрономической обсерватории ASTRO-1 с тремя ультрафиолетовыми и одним рентгеновским телескопами.
Общее время космических полётов: 19 суток 6 часов 52 минуты.
С января по декабрь 1991 года возглавлял отдел политики и планирования Дирекции космических полётов в штаб-квартире НАСА в Вашингтоне. С января 1992-го по ноябрь 1993 год — директор программы лабораторного модуля «Спейслэб». С декабря 1993-го по август 1997 год — менеджер Программы использования деятельности в космосе. С августа 1997-го по август 2005 года занимал пост директора Дирекции менеджмента НАСА в Лаборатории реактивного движения в Пасадине. Оставил работу в НАСА и вышел на пенсию 31 августа 2005 года.

## Опыт полётов
- Более 3 500 часов пилотирования реактивных самолётов.
- В общей сложности провёл 463 часа в космосе[1].

## Награды
- Медаль НАСА «За исключительные научные достижения» (англ. NASA Exceptional Scientific Achievement Medal) (1973 год).
- Медаль НАСА «За выдающееся лидерство» (англ. NASA Outstanding Leadership Medal) (1974 год)[1]

## Членство в организациях
- Член Американского астрономического общества.
- Член Международного астрономического союза[1]